# Igon
Igon är en kommun i departementet Pyrénées-Atlantiques i regionen Nouvelle-Aquitaine i sydvästra Frankrike. Kommunen ligger i kantonen Nay-Est som tillhör arrondissementet Pau. År 2022 hade Igon 1 008 invånare.

## Befolkningsutveckling
Antalet invånare i kommunen Igon
| Referens: INSEE |